# Calyptrosciadium
- Commons
- Wikispecies

Calyptrosciadium é um género botânico pertencente à família Apiaceae.